# Echiodon dentatus
Echiodon dentatus är en fiskart som först beskrevs av Cuvier 1829.  Echiodon dentatus ingår i släktet Echiodon och familjen nålfiskar. IUCN kategoriserar arten globalt som livskraftig. Inga underarter finns listade i Catalogue of Life.